# Guy Freixe
 (décembre 2023).
Pour les articles homonymes, voir Freixe.
Guy Freixe, né en 1957, est comédien, metteur en scène et pédagogue de théâtre français.
Formé à l’École Jacques Lecoq, il intègre en juin 1981 la troupe du Théâtre du Soleil, dirigée par Ariane Mnouchkine, où il joue des personnages de premier plan dans le cycle des Shakespeare (Richard II, La Nuit des Rois, Henry IV, présentés à deux reprises dans la cour d'honneur du Palais des Papes en Avignon et dans de nombreux Festivals internationaux), puis dans L’Histoire terrible mais inachevée de Norodom Sihanouk roi du Cambodge, d’Hélène Cixous.
Metteur en scène, il dirige depuis 1988 le Théâtre du Frêne, compagnie conventionnée par le ministère de la Culture depuis 2000 et par le Conseil Départemental du Val-de-Marne. Il a mis en scène une trentaine de spectacles en France et à l’étranger, parmi lesquels on peut citer les plus récents : Si je mourais là-bas... adaptation de Guy Freixe d’après la Correspondance de Guillaume Apollinaire, création à la Maison de la Poésie de St Quentin en Yvelines en association avec la Scène Nationale de Saint-Quentin-en-Yvelines (2015), Promesses, de Hanokh Levin, traduction de Laurence Sandrowicz, Scène Nationale de Cergy-Pontoise (2011), L'Enfant des Vagues Hautes de Marie-Aimée Lebreton, Mon Pouchkine de Marina Tsvétaïeva, traduction d’André Marcowicz, Maison de la poésie de St Quentin en Yvelines en association avec la Scène Nationale de Saint-Quentin-en-Yvelines (2010).

## Principales mises en scène
- Triptyque O'Neill, adaptation de Guy Freixe, traduction de Jean-Pierre Siméon, Scène Nationale de Cergy Pontoise, CDN de Colmar (2009)
- Kroum l'ectoplasme de Hanokh Levin, traduction de Laurence Sandrowicz, Le Grand T à Nantes (2007)
- Soif d’amour, Trois Nô modernes de Yukio Mishima, traduction Marguerite Yourcenar, Théâtre National de Chaillot (2006)
- Après la pluie de Sergi Belbel, traduction de Jean-Jacques Préau, Théâtre Romain Rolland de Villejuif (2005)
- Dom Juan de Molière, Château de Grignan, Tournée (2005)
- Danser à Lughnasa de Brian Friel, traduction de Jean-Marie Besset, Café de la Danse, Théâtre du Soleil (2003)
- Puisque le monde bouge…, de Michel Nadeau, Théâtre Périscope de Québec/Festival des Francophonies de Limoges (2001)
- Le Triomphe de l'amour de Marivaux, Café de la Danse (2000)
- La Savetière prodigieuse de Federico García Lorca traduction de Jean-Jacques Préau et Carlos Pradal, Café de la Danse (1999)
- Sol-Soleil, de Guy Freixe, Scène Nationale de Marne-la-Vallée, Festival des Francophonies de Moncton (1997)
- Le Nez, d’après Nicolas Gogol, Théâtre National des Arts d’Ottawa, (1994)
- Le Conte d'hiver de Shakespeare, CDN de Corbeil-Essonne (1993)
- L'Éveil du printemps de Franck Wedekind, Cartoucherie Théâtre de la Tempête (1991)
- Le Baladin du monde occidental de John Millington Synge, Cartoucherie Théâtre du Chaudron, CDN de Caen (1989)

## Formation théâtrale professionnelle
Formateur, il dirige régulièrement des stages professionnels sur le jeu de l’acteur en France et dans le monde, en particulier sur le jeu masqué. Il a enseigné à l’École du Théâtre National de Chaillot, et intervient régulièrement dans plusieurs Écoles nationales supérieures d’art dramatique (ENSATT, École de la Comédie de Saint-Etienne, École nationale supérieure des arts de la marionnette).
Professeur des universités en arts de la scène, on peut citer parmi ses publications : La Filiation Copeau-Lecoq-Mnouchkine. Une lignée du jeu de l’acteur, L’Entretemps, 2014 ; Les Utopies du masque sur les scènes européennes du XXe siècle, L’Entretemps, 2010 (Prix du meilleur livre sur le théâtre du Syndicat de la critique décerné en 2011).

## Missions du Théâtre du Frêne
La compagnie co-dirigée par Gatienne Engélibert, implantée en Val-de-Marne, est conventionnée par le Ministère de la Culture (DRAC Île-de-France) et soutenue au fonctionnement par le Conseil général du Val-de-Marne.
« Notre mission est de sensibiliser tous les publics à la création théâtrale. C’est pour cela que nous travaillons dans le cadre de résidences, en lien avec les réalités sociales d’une ville. Nous cherchons toujours à travers cet ancrage la dimension essentielle de la rencontre – la plus large possible – avec le public ».

## Publications
- Les Utopies du masque sur les scènes européennes du XXe siècle, L’Entretemps, 2010 (Prix du meilleur livre sur le théâtre du Syndicat de la critique décerné en 2011)[1]
- Les Interactions entre Musique et Théâtre, en co-direction avec B. Porrot, L’Entretemps, 201.1
- Les Collectifs dans les arts vivants depuis 1980, en co-direction avec R. Doyon, L’Entretemps, 2014
- La Filiation Copeau-Lecoq-Mnouchkine. Une lignée du jeu de l’acteur, L’Entretemps, 2014.
- La Scène circulaire aujourd’hui, en co-direction avec R. Fohr, L’Entretemps, 2015.
- Le Corps, ses dimensions cachées, coll. " À la croisée des arts ", éd. Deuxième époque, Montpellier, 2017.
- L'Acteur et ses doubles, coll. " Les voies de l'acteur ", éd. Deuxième époque, Montpellier, 2022.
- Le Masque scénique dans l'Antiquité, en co-direction avec Guilia Filacanapa et Brigitte Le Guen, coll. " À la croisée des arts ", éd. Deuxième époque, Montpellier, 2022.